# Гаман Петро Ілліч
Петро́ Іллі́ч Гаман (нар. 12 липня 1962, місто Борислав Львівської області) — український діяч, виконувач обов'язків голови Черкаської обласної державної адміністрації (2010). Доктор наук з державного управління (2009). Професор (2021).

## Життєпис
У 1979 році здобув середню освіту і розпочав трудову діяльність трубоукладальником будівельно-монтажного управління № 72 тресту «Західводбуд» у місті Дрогобичі Львівської області, звідки перейшов до Бориславської центральної бази виробничого обслуговування Львівської області приймачем вантажу і багажу.
У 1980—1982 роках — у Радянській армії. У 1982—1984 роках — товарознавець, завідувач складу Бориславської фабрики нетканих матеріалів. У 1984—1987 роках — у Радянській армії.
У 1987—1994 роках — заступник головного лікаря з адміністративно-господарської роботи, а згодом — заступник головного лікаря з господарсько-технічної роботи санаторію «Юність» у місті Трускавці Львівської області. Депутат Трускавецької міської ради народних депутатів двох скликань.
З 1994 року по 2000 рік працював заступником головного лікаря із загальних питань та заступником головного лікаря з економічних питань дитячого санаторію «Джерело» міста Трускавця Львівської області, а потім — директором та генеральним директором санаторію «Карпатські зорі» у селі Модричі Дрогобицького району Львівської області. У 2003 році обраний депутатом Дрогобицької районної ради.
У 1995 році закінчив Національний технічний університет «Київський політехнічний інститут», здобувши кваліфікацію інженера-механіка. У 2001 році закінчив Львівський філіал Української академії державного управління при Президентові України, здобув кваліфікацію магістра з державного управління. У 2003 році закінчив Юридичну академію Міністерства внутрішніх справ України, здобувши кваліфікацію юриста. У 2004, 2005 та 2007 роках — відповідно здобув кваліфікації магістра з обліку та аудиту, магістра права та магістра фінансів у Гуманітарному університеті «Запорізький інститут державного та муніципального управління».
У 2005 році здобув науковий ступінь кандидата наук з державного управління. У 2009 році здобув науковий ступінь доктора наук з державного управління.
У 2005 — травні 2006 року — начальник Головного управління праці та соціального захисту населення Черкаської обласної державної адміністрації. У 2005—2006 роках — помічник народного депутата України Усаченко Лариси Михайлівни на громадських засадах.
У травні — липні 2006 року — заступник, а у липні 2006 — квітні 2010 року — 1-й заступник голови Черкаської обласної державної адміністрації. Одночасно, професор кафедри політології Черкаського Національного університету імені Богдана Хмельницького.
12 березня — 6 квітня 2010 року — виконувач обов'язків голови Черкаської обласної державної адміністрації. Державний службовець 3-го рангу.
Потім — перший проректор Східноєвропейського університету економіки та менеджменту, професор кафедри державного управління та місцевого самоврядування; професор кафедри державного управління Національного університету біоресурсів та природокористування, завідувач сектору з упровадження економічних реформ групи радників при голові Черкаської обласної державної адміністрації.
У вересні 2013 — травні 2014 року — начальник Головного управління Державного земельного агентства Черкаської області. У травні 2014 році був затриманий СБУ за отримання хабаря, але незабаром звільнений у зв'язку з відсутністю кримінального правопорушення.
З січня по квітень 2018 року — провідний науковий співробітник науково-організаційного відділу Українського науково-дослідного інституту цивільного захисту Державної служби України з надзвичайних ситуацій.
З квітня 2018 до червня 2020 року — начальник відділу публічного управління цивільним захистом науково-дослідного центру заходів цивільного захисту Українського науково-дослідного інституту цивільного захисту Державної служби України з надзвичайних ситуацій.
З липня 2020 року — начальник відділу заходів захисту науково-дослідного центру цивільного захисту Інституту державного управління та наукових досліджень з цивільного захисту Державної служби України з надзвичайних ситуацій.
У 2021 році, наказом Міністерства освіти і науки України та на підставі рішення Атестаційної колегії МОН України, Петру Гаману присвоєно вчене звання професор. Також є академіком Академії економічних наук України зі спеціальності менеджмент (з 2006 року).З лютого 2025 року провідний науковий співробітник науково-дослідного відділу інженерно-технічних заходів науково-дослідного центру цивільного захисту Інституту наукових досліджень з цивільного захисту Національного університету цивільного захисту України Державної служби України з надзвичайних ситуацій.

## Нагороди
- орден «За заслуги» ІІІ ступеня (2009)[2]
- почесне звання Заслужений працівник охорони здоров'я України (2002)